# Octomeria setigera
Octomeria setigera là một loài thực vật có hoa trong họ Lan. Loài này được Pabst mô tả khoa học đầu tiên năm 1964.